# شريف باهر
شريف باهر (1 يناير 1965 -)، ممثل مصري.

## مسيرته
يعمل كمدير أعمال للفنان الكوميدي محمد هنيدي وله صلة قرابة فيه.

## أعماله

### من المسلسلات
- معالي ماما2022
- نونة المأذونة (2011).
- المنتقم (2012).

زهرة و ازواجها الخمسة
- أخت تريز (2012).
- فض اشتباك (2013).
- مزاج الخير (2013).
- مدرسة الأحلام (2013).
- ميراث الريح (2013).
- فرح ليلى (2013).
- أحلى أيام (2013).
- الصياد (2014)
- بيت السلايف (2018)
- القاتل الذى أحبني 2022

### الرسوم المتحركة
- مغامرات لومة والمعلم سلومة.

### البرامج التلفزيونية
- كومبارس ولكن 2 (2011)
- ماكنش يومك (2011)
- حيلهم بينهم الصلح خير (2012)
- لعنه الفرحنا(برنامج تلفزيوني)(2014)

## وصلات خارجية
- شريف باهر على موقع الدهليز
- شريف باهر على موقع قاعدة بيانات الأفلام العربية